# مرکز امباتواسانا
مرکز امباتواسانا (به لاتین: Ambatoasana Centre) یک سکونتگاه مسکونی در ماداگاسکار است که در ایتاسی واقع شده‌است.

## خصوصیات
مرکز امباتواسانا ۹٬۰۰۰ نفر جمعیت دارد و ۱٬۲۸۸ متر بالاتر از سطح دریا واقع شده‌است.